# 伊日·多拉纳
伊日·多拉纳（捷克語：Jiří Dolana，1937年3月16日—2003年7月14日），捷克前男子冰球运动员。他曾代表捷克斯洛伐克国家队参加1964年冬季奥林匹克运动会冰球比赛，获得一枚铜牌。